# Lázár György (politikus)
Lázár György (Isaszeg, 1924. szeptember 15. – Budapest, 2014. október 2.) magyar politikus (MKP, MDP majd MSZMP), 1975–1987 között a Magyar Népköztársaság Minisztertanácsának elnöke, 1987–88-ban az MSZMP főtitkárhelyettese.

## Pályája
Életéről kevés információ áll rendelkezésre. Hivatali tisztviselőként és politikusként távolságtartó, elegáns, zárkózott, „színtelen-szagtalan” technokrata volt, akiről legközvetlenebb munkatársai (a Politikai Bizottság tagjai) sem tudtak sokat. Családjáról, magánéletéről, gondolkodásmódjáról, nézeteiről, szakmai és ideológiai preferenciáiról szinte semmi nem került a nyilvánosság elé. Karrierje csúcsán, a pártvezetés prominenseként is alig adott nyilatkozatokat, később pedig teljesen eltűnt a nyilvánosság elől. Az információhiány és a névrokonság miatt terjedt el az a tévhit, hogy ő Lázár János felmenője.

### A kezdetektől 1975-ig
Isaszegi vasutas- és iparoscsaládba született. Anyja Fehér Etel háztartásbeli, apja Lázár Mihály asztalosmester volt, 1919-es „helytálló”, aki 1950-ig önálló iparosként, később az Iparművészeti Múzeum restaurátoraként dolgozott. Az ifjú Lázár György a négyosztályos elemi iskola első évét Isaszegen, a továbbiakat Pécelen végezte el, a négyosztályos polgári iskolát pedig Rákosligeten. Ezután, noha családja vasutasnak szánta, az Állami Felső Ipariskolára ment, ahol tervezőtechnikusnak tanult. 1942-ben a Haas és Somogyi építőipari cégnél (a Fémmunkás Épületlakatosipari Vállalat elődjénél) helyezkedett el mint műszaki rajzoló. 1944-ben leventeként berendelték munkaszolgálatra. 1945 januárjában szovjet hadifogságba került, majd önként jelentkezett az újonnan szerveződő demokratikus honvédségbe, ahonnan őrvezetőként szerelt le, és visszatért eredeti foglalkozásához. Ugyanebben az évben felvételét kérte a Magyarországi Szociáldemokrata Pártba, ahonnan 1948-ban, a kommunisták hatalomátvátelét követően átigazolással a MDP-be került. 1956 végén, a forradalom leverése után (amelyben cselekvőleg nem vett részt) átigazolását kérte a feloszlott MDP-ből az újonnan alakult Forradalmi Munkás–Paraszt Kormányba. Kommunista párttagsága 1948-tól folytonosnak tekinthető (1956. október végéig az MDP-ben, novembertől az MSZMP-ben).
1948-tól az újonnan alakult Országos Tervhivatalban (OT) dolgozott, eleinte előadóként, 1952-től a Közgazdasági Főosztály megbízott, majd kinevezett vezetőjeként, 1957-től az Éves Tervek Főosztályának irányítójaként, 1958. júniustól pedig az OT általános elnökhelyetteseként, egészen 1970-ig. Ez év január végén kinevezték munkaügyi miniszternek, mely posztot 1973. június 29-ig töltötte be, majd megválasztották miniszterelnök-helyettessé, és ebben a minőségében visszakerült az OT-be, immár az intézmény elnökeként, egyúttal az Állami Tervbizottság elnöki tisztét is betöltve. Ekkortól ő tartotta kézben, koordinálta, irányította és felügyelte az államszocialista rendszer tervutasításos gazdaságirányításának teljes vertikumát.
Közben, tervhivatali karrierje elején, 1953-ban a Marx Károly Közgazdaságtudományi Egyetem hallgatója volt, de tanulmányait nem fejezte be (a végzett hallgatók között nem szerepel). 1963-ban tagja lett az MSZMP Központi Ellenőrző Bizottságának (tagsága 1968-ig állt fenn), majd a Közalkalmazottak Szakszervezete elnökségének. 1970. november 28-án, az MSZMP X. kongresszusán beválasztották a Központi Bizottságba, amelynek Közgazdasági Munkaközösségében 1971-től meghívottként vett részt. 1971–73 között az Országos Ifjúságpolitikai és Oktatási Tanács társelnöke, 1973–75-ben az MSZMP Gazdaságpolitikai Bizottságának és a Nemzetközi Gazdasági Kapcsolatok Titkárságának tagja volt, egyszersmind Magyarország állandó képviselője a KGST-ben. 1973. június végétől 1975. május 15-ig miniszterelnök-helyettes.

### Miniszterelnöksége (1975–1987)

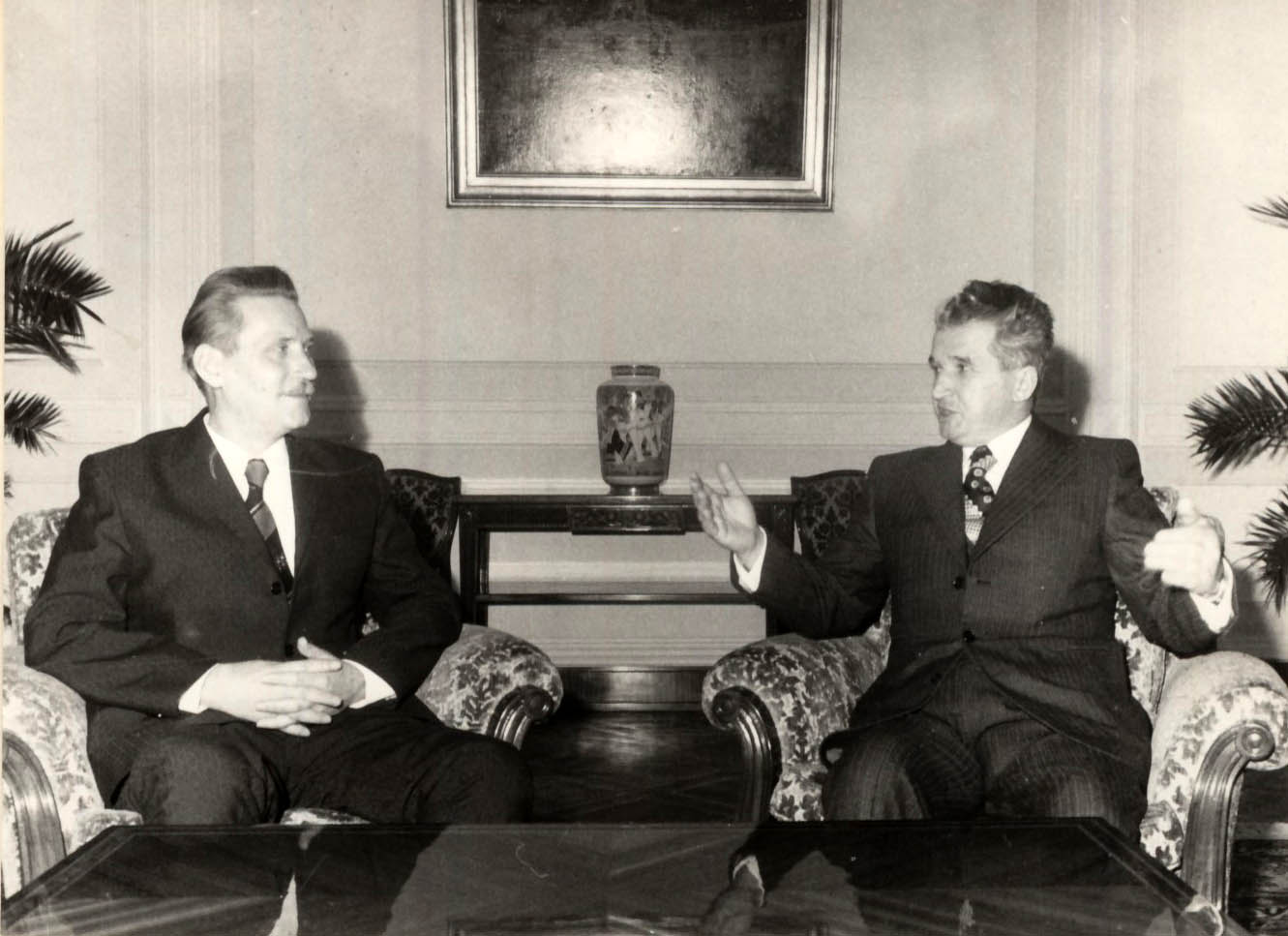
Lázár (b) Ceaușescuval Bukarestben (1976. december 21.)

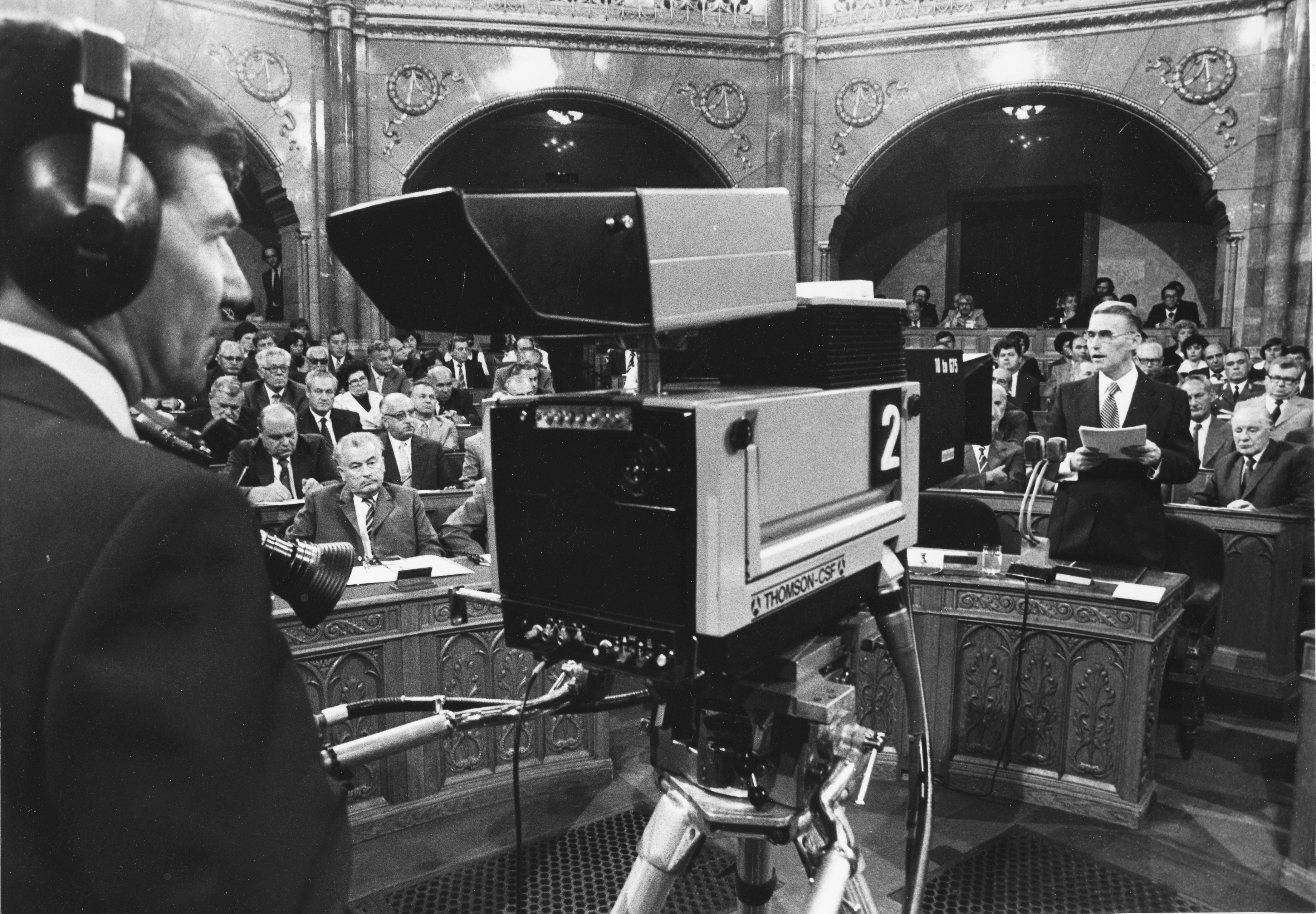
Lázár György parlamenti expozéja (1980)

1975 márciusában, az MSZMP XI. kongresszusán beválasztották a párt legfelsőbb grémiumába, a Politikai Bizottságba, május 15-én pedig – a reformer Fock Jenő kibuktatása után – az Elnöki Tanács őt nevezte ki a Minisztertanács elnökévé. Ezt követően a júniusi országgyűlési választáson parlamenti képviselői mandátumot szerzett.
1975. május 15-től 1987. június 25-ig Lázár György töltötte be a Magyar Népköztársaság Minisztertanácsának elnöki tisztét. Hivatali idejére tehető a gazdasági válság begyűrűzése, az ország eladósodása, de ezzel összefüggésben – a 80-as évek elejétől – a piaci liberalizálás is, a kisvállalkozások, GMK-k engedélyezése, a külföldi befektetők mind nagyobb arányú megjelenése, amely tényezők összességükben egyre inkább aláásták a centralizált, tervutasításos rendszert, s végül hozzájárultak az államszocializmus bukásához.
1977. szeptember 16-án a magyar kormány nevében ő írta alá a bős–nagymarosi vízlépcsőrendszer közös megvalósításáról és üzemeltetéséről szóló államközi szerződést csehszlovák kollégájával, Ľubomír Štrougallal.
1978. január 6-án helyettesével, Aczél Györggyel és Apró Antallal, az országgyűlés elnökével együtt tagja volt annak a bizottságnak, amely a parlamentben átvette Cyrus Vance amerikai külügyminisztertől az Egyesült Államok által visszaszolgáltatott Szent Koronát.
Az 1987. januári országos hóhelyzetben az ő miniszterelnöki felügyelete alatt alakult meg a Tárcaközi Koordinációs Operatív Bizottság, amely Urbán Lajos közlekedési miniszter vezetésével összehangolta a rendkívüli időjárással kapcsolatos teendőket és megszervezte a katasztrófa-elhárítást.
1987 nyarán, amikor a legfelsőbb párt- és állami tisztségekben jelentős személycserék történtek (bár a legtöbb érintett csupán más tisztséget kapott a korábbi helyett), átmenetileg fölfelé „bukott”: megválasztották az MSZMP főtitkárhelyettesévé, azaz Kádár helyettese lett, a második legfontosabb ember a párthierarchiában. (Németh Károlyt, aki elődje volt e poszton, az Elnöki Tanács elnökévé választották a nyugdíjba vonuló Losonczi Pál helyére.)

#### Külföldi útjai miniszterelnökként
- 1975 Helsinki; Moszkva; Olaszország, Vatikán
- 1976 Ausztria; NSZK (küldöttséggel); Franciaország; Kelet-Berlin; Jugoszlávia; Románia (kétszer: küldöttséggel, majd anékül)
- 1977 NDK (küldöttséggel); Norvégia; Varsó; Irak; Moszkva (küldöttséggel)
- 1978 Lengyelország (kétszer, küldöttséggel); Vatikán (küldöttséggel); Mongólia; Moszkva; NDK
- 1979 Kuvait; Moszkva; Bulgária (küldöttséggel); NDK (küldöttséggel); Románia (küldöttséggel); Franciaország
- 1980 Ausztria; Belgrád (küldöttséggel); Varsó (küldöttséggel); Prága (küldöttséggel)
- 1981 Bulgária; Moszkva (küldöttséggel); Görögország; Dánia; NSZK
- 1982 Románia; Ausztria; Moszkva (kétszer, küldöttséggel); Törökország
- 1983 Csehszlovákia (kétszer, küldöttséggel és anélkül); Moszkva (küldöttséggel); NDK, Lengyelország (küldöttséggel)
- 1984 Moszkva (kétszer: küldöttséggel, majd anélkül); Bulgária
- 1985 Ausztria; Moszkva (kétszer, küldöttséggel); Varsó (küldöttséggel); Japán; Bulgária (küldöttséggel); Prága (küldöttséggel); Jugoszlávia
- 1986 Moszkva (többször, küldöttséggel és anélkül); Prága; Ausztria; NDK; Belgium; Bukarest
- 1987 Olaszország, Vatikán; Varsó (küldöttséggel)

### A végjáték
1988 májusában, az MSZMP országos pártértekezletén egyike volt azoknak a régi vezetőknek, akiket nem választottak be az új Központi Bizottságba sem, így minden párttisztségét elvesztette. Június 29-én – az 1975. június 15. óta betöltött – országgyűlési mandátumáról is lemondott, s nyugdíjba vonult. Miként Losonczi, ő is megfogadta, hogy az új rendszerben soha senkinek nem nyilatkozik, s ehhez mindvégig tartotta magát: hátralevő éveiben, több mint negyedszázadon át a nyilvánosságtól teljesen elzárkózva élt, csak régi elvtársainak (köztük Németh Károlynak) a temetésén jelent meg. Kádárt 25 évvel túlélve, 2014-ben, 90 évesen hunyt el, családja körében.

### Kutatható iratanyaga
Miniszterelnöki működési időszakából (pontosabban az 1974–1984 közti évkörből) 20,10 iratfolyóméternyi, maradandó értékűnek minősített iratanyaga (150 doboz és 42 kötet) került az Országos Levéltár, mai nevén Magyar Nemzeti Levéltár Országos Levéltára őrizetébe, ahol az a XIX-A-2-ac törzsszámon kutatható.

## A politikától visszavonultan
Így emlékeztek róla: „A rendszerváltozás után egyszer temetésen találkoztunk, és azt követően az 59-es villamoson beszélgettünk. Sokan felismerték: többen köszöntek neki, de senki egyetlen rossz szót sem mondott rá. Maga mesélte ott és akkor, hogy mindössze egyetlen alkalommal gorombáskodott vele egy harcias asszony egy piacon, de a többiek leintették, s ő nyugodtan vásárolhatott tovább. [,,,] Úgy halt meg, ahogyan élt. Ő és a családja is úgy gondolta: hamvait úgy szórják szét, hogy örök távozását is csak  a temetése után tudja meg az ország.”

## Válogatott művei
- Az anyagi mérlegek feladatai és az anyagellátás tervezése. (Társszerzők: Karvaly Nándor, Elefánti Ervin.) Tervgazdasági Kiadó, Bp., 1951
- A munka- és üzemszervezés kérdései; Kossuth, Bp., 1974
- A kormány munkaprogramjáról. Lázár György előadói beszéde, Kádár János felszólalása az országgyűlés 1980. évi őszi ülésszakán; Kossuth, Bp., 1980
- A nép támogatásával a szocializmus útján. Válogatott beszédek és cikkek, 1971–1983; Kossuth, Bp., 1983